# Luehea grandiflora
Luehea grandiflora är en malvaväxtart som beskrevs av C. Martius. Luehea grandiflora ingår i släktet Luehea och familjen malvaväxter. Inga underarter finns listade i Catalogue of Life.

## Bildgalleri

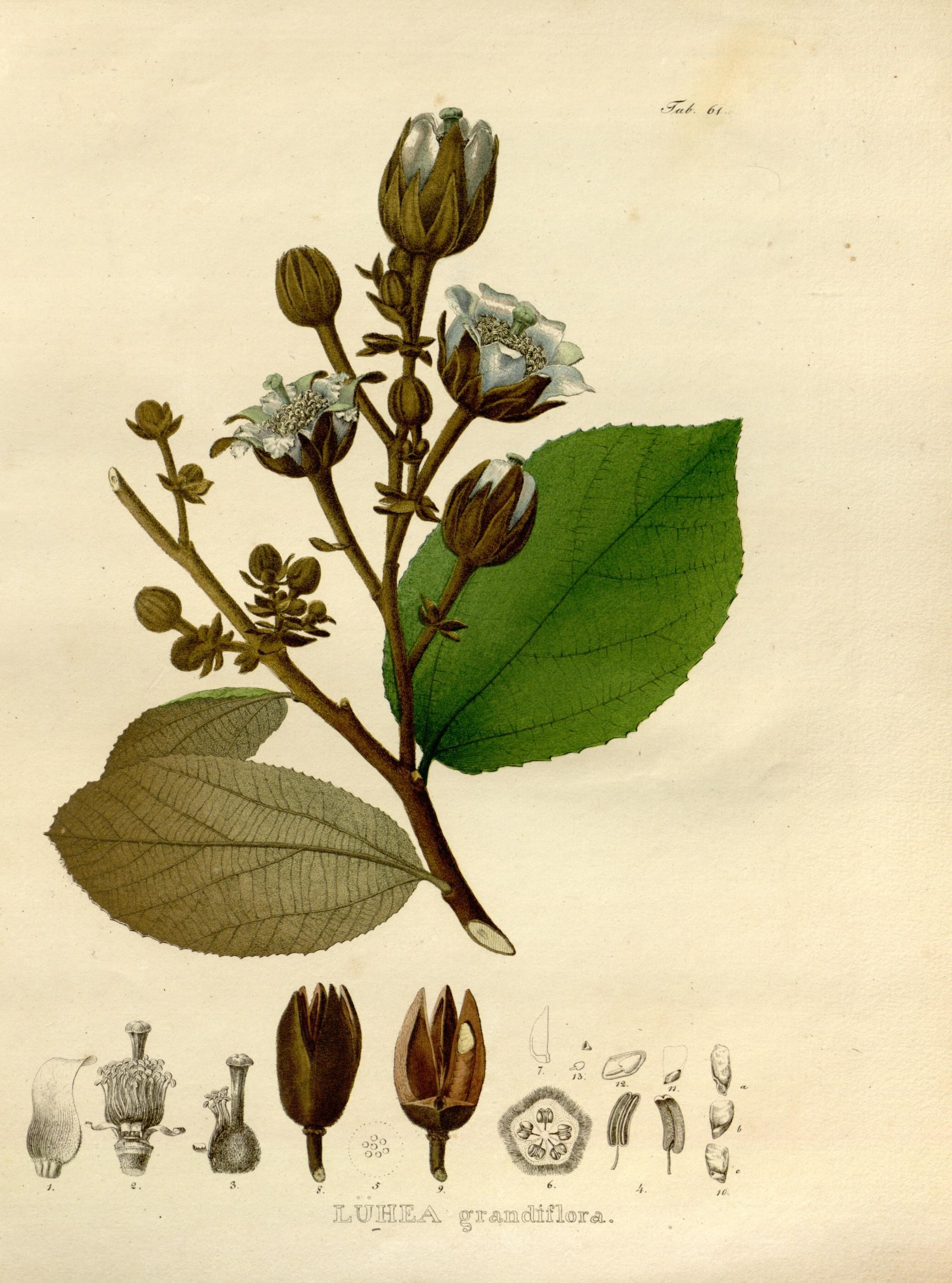
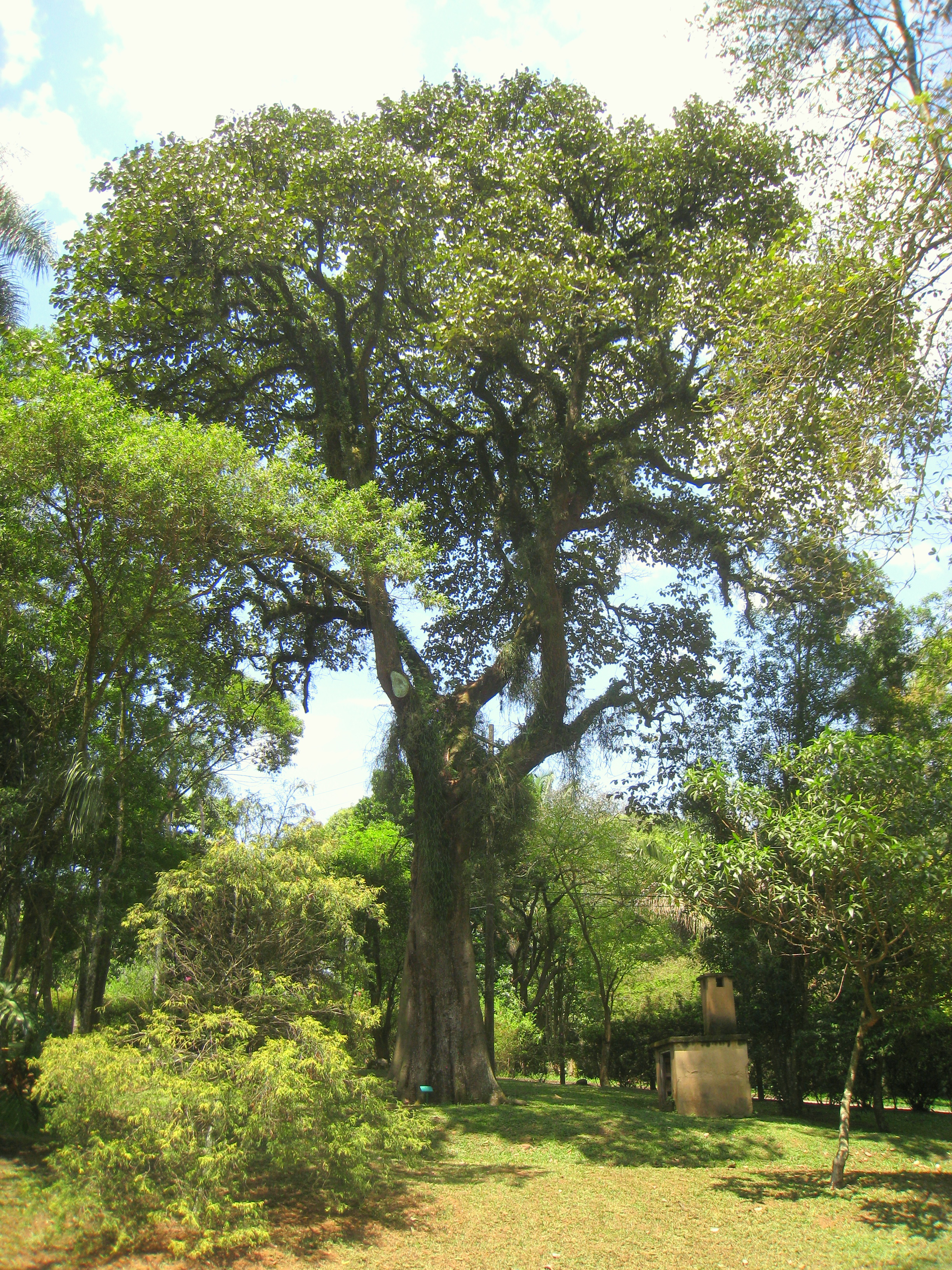
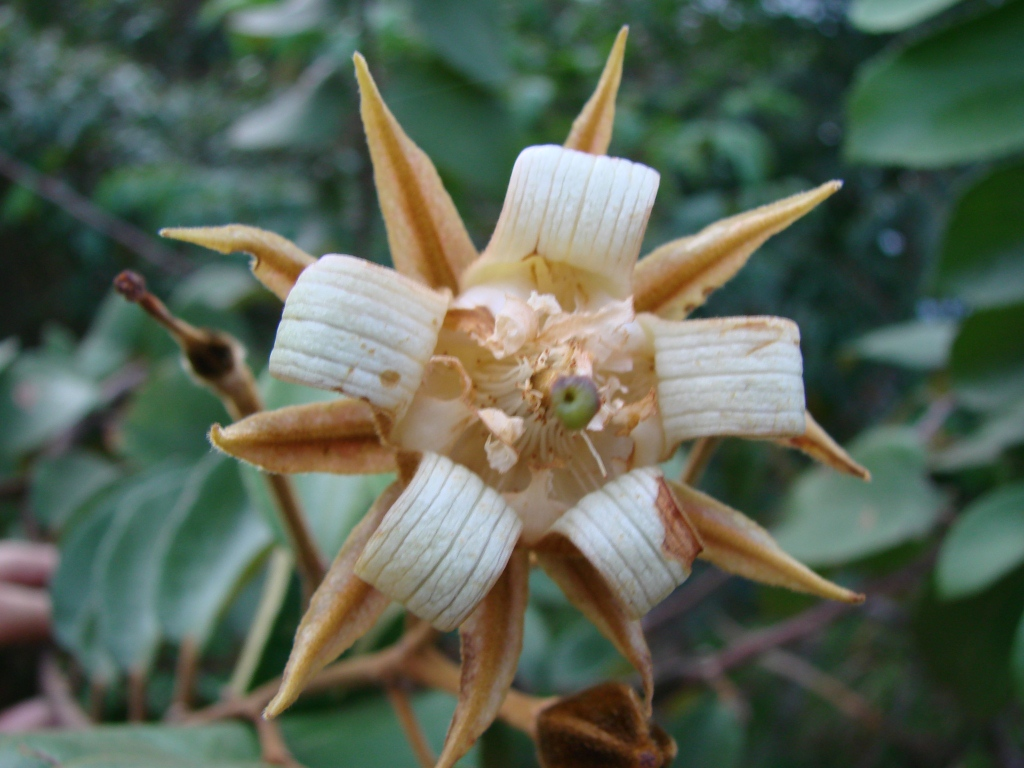
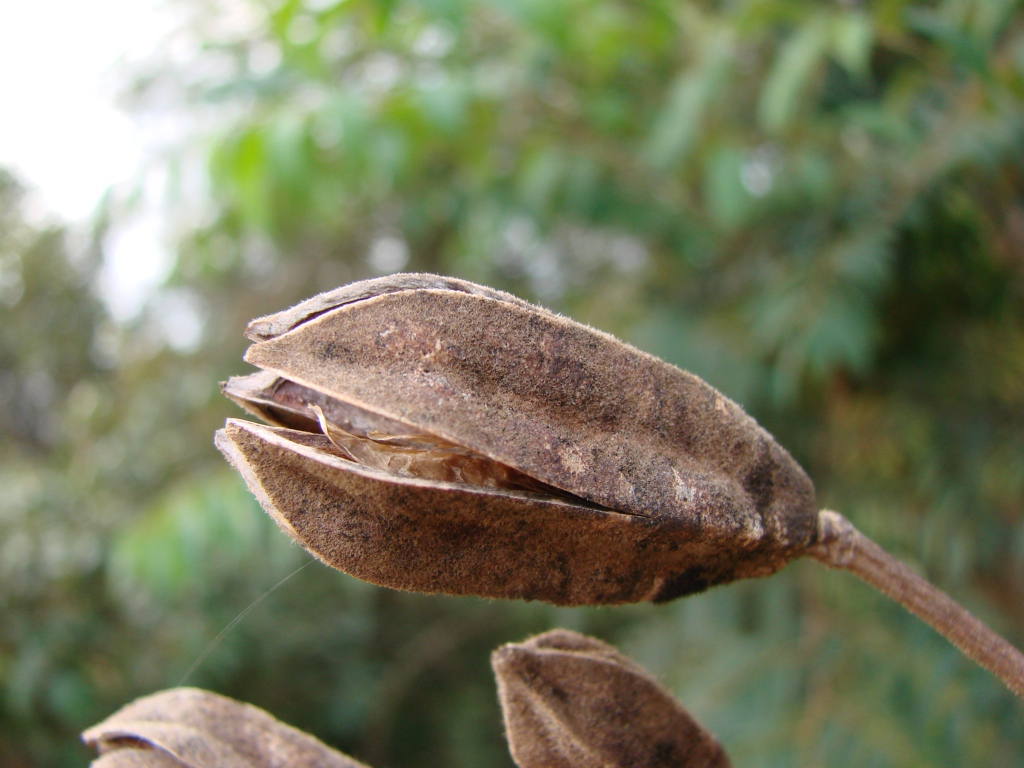